# Széki nádas
A széki nádas vagy széki láp (románul Stufărișurile de la Sic)  IUCN IV-es kategóriájú természetvédelmi terület Romániában, Kolozs megyében, Szék község területén. A Duna-delta után a második legnagyobb nádas Romániában. A nádas terület 220 hektár, a természetvédelmi terület összesen 505 hektár.

## Fekvése
Kolozs megye északkeleti és Szék község délkeleti részén helyezkedik el a Füzes-patak völgyében, a Felsőzsukot és Füzesmikolát összekötő DJ 109D megyei út közvetlen közelében.

## Története
A nádas helyén a középkorban mesterséges halastó állt, amely 1454-ben Oswardus Italicus dési sókamarai ispán tulajdonát képezte. A 18. század végén Magyarország első katonai felmérése során készült térképein még tóként szerepel.

## Leírása
A természetvédelmi területet nádas, sós sztyepprétek, erdők alkotják. Számos ritka és védett madár élő- illetve fészkelőhelye, és a vándormadarak fontos pihenőhelye. Ezek között van a pettyes vízicsibe (Porzana porzana), kis vízicsibe (Porzana parva), nagy kócsag (Ardea alba), kis kócsag (Egretta garzetta), barna rétihéja (Circus aeruginosus), kékes rétihéja (Circus cyaneus), fehér gólya (Ciconia ciconia), fattyúszerkő (Chlidonias hybridus), törpegém (Ixobrychus minutus), bölömbika (Botaurus stellaris), parlagi pityer (Anthus campestris), tövisszúró gébics (Lanius collurio), kis őrgébics  (Lanius minor).    A kétéltűeket a sárgahasú unka (Bombina variegata), vöröshasú unka (Bombina bombina), tarajos gőte (Triturus cristatus), pettyes gőte  (Lissotriton vulgaris), zöld varangy (Bufotes viridis), barna varangy (Bufo bufo), zöld levelibéka (Hyla arborea), barna ásóbéka (Pelobates fuscus), erdei (Rana dalmatina) és tavi béka (Pelophylax ridibundus) képviseli.
A nádrezervátumon egy sétálóhíd halad keresztül.